# Oxicesta serratae
Oxicesta serratae là một loài bướm đêm trong họ Noctuidae.

## Hình ảnh

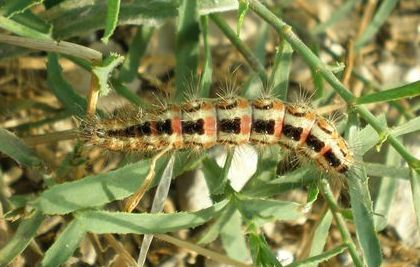